# Die Frau aus dem Orient
Die Frau aus dem Orient è un film muto del 1923 diretto da Wolfgang Neff.

## Produzione
Il film fu prodotto dalla Orphid-Film GmbH di Berlino.